# Ахал-текинская экспедиция
Аха́л-теки́нская экспеди́ция или Геоктепинское сражение (туркм. Gökdepe urşy) — военный поход Российской армии по завоеванию территорий туркменских текинцев в 1880-81 годах, проходил на территории современного Туркменистана.

## Предыстория
К концу XIX века перед Российской империей стояла задача не допустить присутствие английского влияния в Средней Азии. Для этого планировалось завоевать Туркестан, таким образом почти весь бассейн Каспийского моря был бы под контролем Российской Империи.

«Без занятия этой позиции, Кавказ и Туркестан будут всегда разъединены, ибо оставшийся между ними промежуток уже и теперь является театром английских происков, в будущем может дать доступ английскому влиянию к берегам Каспийского моря».— Военный министр Российской империи Д. А. Милютин
В туркменском оазисе «Ахал-Теке» обитали 80—90 тысяч текинцев. До текущего момента туркмены отбивали все прежние попытки их завоевать, включая первое Геоктепинское сражение.
По пустынным туркменских территориям могли двигаться только верблюжьи караваны и войска с верблюжьими обозами, полагая не менее одного верблюда на человека. Нужно пройти с войсками по пустыне, лишённой растительности и воды.
Для военного похода было выделено по три батальона от полков 1-й бригады 19-й пехотной дивизии, по одному батальону от полков Апшеронского, Дагестанского и Ширванского, 2 эскадрона 16-го драгунского Тверского полка, две сотни Таманского казачьего полка, 3-я и 4-я батареи 19-й, 1-я и 6-я батареи 21-й артиллерийских бригад и 45-й дивизионный летучий парк.
Командующим военной экспедиции против текинцев был назначен генерал-лейтенант Михаил Скобелев. Он составил план, который был утверждён и должен быть признан образцовым. Целью его было нанести решительный удар туркменам-текинцам, населявшим Ахал-текинский оазис. К цели Скобелев решил идти осторожно и сосредоточить столько запасов, сколько необходимо для проведения дела до конца. По его плану войска должны были продвигаться вперёд по мере накопления всего необходимого, а когда всё будет готово, решительным боем покончить с текинцами. Со своей стороны, узнав о начале похода русских, текинцы решили отказаться от полевого сражения, переселиться в цитадель Денгиль-Тепе (Геок-Тепе) и ограничиться отчаянной защитой только этого пункта.

## Подготовка экспедиции
Скобелев приехал в Чекишляр 7 мая и, прежде всего, приказал вернуть часть войск (3 батальона) на Кавказ, чтобы уменьшить число едоков и ускорить накопление запасов. Пришлось привезти 2 млн пудов запасов. По одной линии подвоза была построена Закаспийская железная дорога. Было приобретено 16 тысяч верблюдов для перевозки всего необходимого для 11 тысяч человек с 3 тысячами лошадей и 97 орудиями. 10 мая Скобелев занял Бами и начал устраивать в этом месте опорный пункт, для чего в течение 5 месяцев туда было перевезено 800 тысяч пудов разных запасов. В начале июля Скобелев, с 655 человек при 10 орудиях и 8 ракетных станках, производил разведку, подходил к Денгиль-Тепе и обстреливал её цитадель. Этим он произвёл сильное впечатление на текинцев, а главное, поднял дух вверенных ему войск. Скобелев к 20 декабря сосредотачивает 7100 человек (с нестроевыми) в укреплении Самурское (12 вёрст от Денгиль-Теле) и запасов на 8 тысяч человек до начала марта 1881 года. Не ограничившись этим, он послал в Персию полковника Гродекова, который заготовил 146 тысяч пудов необходимых запасов на персидской территории, всего в одном переходе от Денгиль-Тепе. Это должно было обеспечить довольствием войска после взятия цитадели.
15 декабря прибыл в Самурское, вследствие ходатайства Скобелева, из Туркестана отряд полковника Куропаткина с 884 человек с 900 верблюдами. После чего войска начали готовиться к операции.
В цитадели Денгиль-Тепе было 45 тысяч человек, из них защитников 20—25 тысяч; они имели 5 тысяч ружей, множество пистолетов, 1 орудие и 2 зембурека. Текинцы производили смелые вылазки, преимущественно ночью, и наносили немалый урон, захватив даже однажды при внезапном ночном нападении знамя и два орудия. Вместе с орудиями был захвачен бомбардир-наводчик Агафон Никитин, которого текинцы пытались склонить к предательству — согласиться стрелять по своим и научить осаждённых обращаться с орудиями. Несмотря на уговоры, а затем и жестокие пытки, солдат не согласился идти против своих и был убит.
6 января 1881 года в 200 саженях от угла цитадели была устроена брешь-батарея, вооружённая 12 орудиями. Скобелев готовился к штурму на 10 января, но, вследствие обвала в минной галерее и порчи вентилятора, отложил на 12 января, обещав минёрам при успехе 3 тысячи рублей и 4 ордена на 30 человек.
К полуночи 10—11 числа минная галерея подошла под ров в 2-х саженях ниже горизонта, а в ночь на 12-е произведена забивка минных камор. К 12 января Скобелев сосредоточил 4788 пехотинцев, 1043 кавалеристов, 1068 артиллеристов, а всего 6899 человек при 58 пушках, 5 картечницах и 16 мортирах. Перед штурмом должен был произойти взрыв мины с целью обрушения части стены.

## Штурм цитадели
Согласно диспозиции для штурма назначались три колонны:
- а) полковника Куропаткина (11 ½ рот, 1 команда, 6 орудий, 2 ракетных станка и один гелиографный станок) должна овладеть обвалом от взрыва мины, прочно на нём утвердиться и укрепиться в юго-восточном углу цитадели;
- б) полковника Козелкова (8 ½ рот, 2 команды, 3 орудия, 2 ракетных станка и 1 гелиографный) должна овладеть брешью и войти в связь с первой колонной;
- в) подполковника Гайдарова (4 ½ роты, 2 команды, 1 ½ сотни, 4 орудия, 5 ракетных станка и 1 гелиографный, производящий демонстративную атаку) должна деятельно содействовать двум первым, для чего овладеть Мельничною калою и ближайшими ретраншаментами, действовать усиленным ружейным и артиллерийским огнём по внутреннему пространству цитадели.

Штурм был произведён 12 января 1881 года. В 11 часов 20 минут дня был произведён взрыв мины. Восточная стена упала и образовала удободоступный обвал. Пыль ещё не улеглась, когда колонна Куропаткина поднялась в атаку.
Подполковнику Гайдарову удалось овладеть западной стеной. Войска теснили неприятеля, который однако оказывал отчаянное сопротивление. После долгого боя текинцы бросились в бегство через северные проходы, за исключением части, которая осталась в цитадели и, сражаясь, погибла. Скобелев преследовал отступающих туркмен на протяжении 15 вёрст. Русские потери за всю осаду со штурмом составили 1104 человека, а во время штурма было потеряно 398 человек (в том числе 34 офицера). Внутри цитадели были взяты: до 5 тысяч женщин и детей, 500 персов-рабов и добыча, оценённая в 6 млн рублей. Общее же число текинцев убитых русскими войсками по разным источникам доходит до 15000 человек (мужчин, женщин и детей).

## Результаты
Вскоре после взятия Геок-Тепе Скобелевым были высланы отряды под начальством полковника Куропаткина; один из них 18 января занял Асхабад, а другой прошёл более чем на 100 вёрст на север, обезоруживая население, возвращая его в оазисы и распространяя воззвание с целью скорейшего умиротворения края.
Во время штурма туркмены понесли значительные потери.

## Память
- Специально для участников событий была учреждена медаль «За взятие штурмом Геок-Тепе 12 января 1881 года» (1881).
- 23 февраля 1886 года в Асхабаде был открыт памятник артиллеристам, павшим в 1880 и 1881 гг. под Геок-Тепе. Инициаторами возведения памятника были артиллеристы, принимавшие участие в той экспедиции. Памятник был полностью отлит из чугуна, и состоял из колонны на четырёхгранном пьедестале с надписями: на лицевом медальоне ― «Артиллеристам убитым и умершим от ран при осаде и штурме Геок-Тепе с 24 октября 1880 года по 12 января 1881 г.» и на противоположном ― «убиты: генерал-майор Петрусевич, подполковник Мамацев, штабс-капитан Грек; умерли от ран: капитан-лейтенант Зубов, капитан Миткевич-Волчанский, поручик Юренев, подпоручик князь Херхеулидзе»[7].
- Начиная с 1991 года, 12 января в Туркменистане отмечался как национальный День памяти, установленный в честь защитников Геоктепинской крепости и всех туркменов, погибших в боях за свободу и независимость Отчизны. В октябре 2014 года президентом Туркменистана был подписан Указ об объединении памятных дат поминовения погибших в Геоктепинском сражении и Ашхабадском землетрясении 1948 года, и утверждён единый День памяти — 6 октября[4].
- В 1995 году в городе Гёкдепе воздвигнута Мечеть Сапармурата-хаджи в память о воинах-защитниках Геоктепинской крепости.
- В 2009 году открыт национальный музей «Геоктепе», посвященный истории Геоктепинского сражения 1881 года[8].
- 6 октября 2014 года в Ашхабаде был открыт Мемориальный комплекс «Народная память», в честь почитания погибших туркменов, в том числе и в Геоктепинской битве[9].